# Comuna de Bystra-Sidzina
Bystra-Sidzina (polaco: Gmina Bystra-Sidzina) é uma gminy (comuna) na Polónia, na voivodia de Pequena Polónia e no condado de Suski.
De acordo com os censos de 2004, a comuna tem 6372 habitantes, com uma densidade 79,2 hab/km².

## Área
Estende-se por uma área de 80,43 km², incluindo:
- área agricola: 40%
- área florestal: 55%

## Demografia
Dados de 30 de Junho 2004:
|                      | Total   | Total | Mulheres | Mulheres | Homens  | Homens |
| -------------------- | ------- | ----- | -------- | -------- | ------- | ------ |
|                      | pessoas | %     | pessoas  | %        | pessoas | %      |
| População            | 6372    | 100   | 3116     | 48,9     | 3256    | 51,1   |
| Densidade (pop./km²) | 79,2    | 100   | 38,7     | 38,7     | 40,5    | 40,5   |

De acordo com dados de 2002, o rendimento médio per capita ascendia a 1284,57 zł.